# Capela de Nossa Senhora do Rosário (Antas)

## Descrição

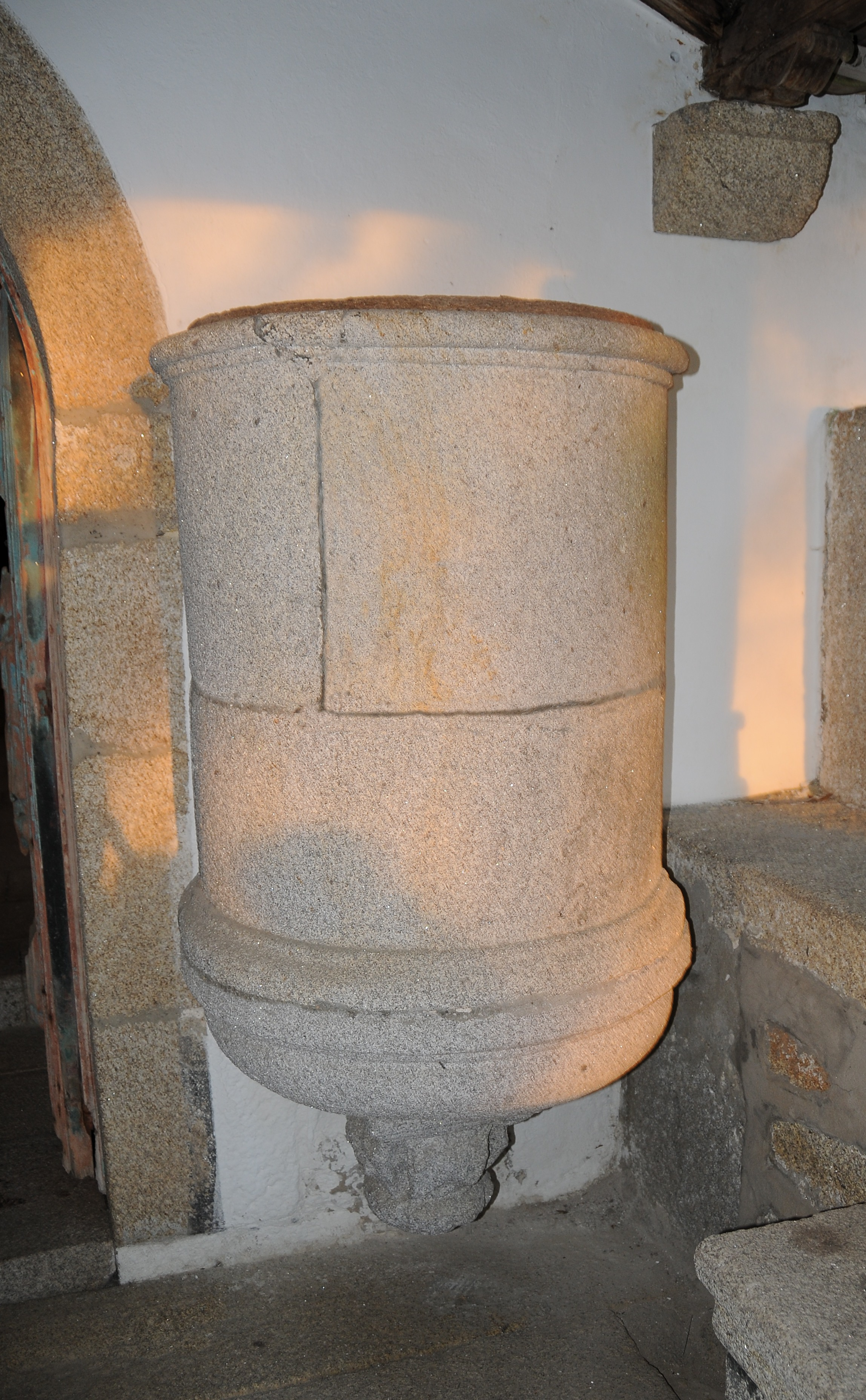
Púlpito

Construção de fins do século XVI (1492), de planta rectangular e frontaria voltada a Oeste. Compõe-se das seguintes partes ou corpos: alpendre, corpo central e capela – mor.
O alpendre é suportado por oito colunas de fuste liso e capitéis de tipo dórico que, por sua vez, se apoiam sobre um muro de pedra. Adossado ao lado esquerdo da porta de entrada, está um púlpito de pedra de forma circular.
Por cima do telhado do alpendre, no corpo central, rasga-se um óculo circular. A fachada remata com plinto decorado de volutas que suporta uma cruz florenciada. Uma sineira, de pedra, pousa no beiral do lado sul do templo. 
O acesso ao interior faz-se através de um arco de volta inteira, de traça quinhentista, provida de porta de castanho, ao gosto joanino. Lateralmente foram cavados quatro gavetões destinados aos membros da família da Casa de Belinho. O chão é em lajes de granito, tal como é o pavimento do alpendre.
A capela-mor está separada do corpo central por um arco de volta inteira. No corpo central da capela-mor está o túmulo de D. Paulo da Cunha Sottomayor, fundador da Casa de Belinho e desta capela. Ainda hoje se pode ler a seguinte inscrição:
A
S DE PAUL
LO DA CV
NHA DE SOT
TO MAIOR
No altar, há uma imagem de N. Sª do Rosário, em madeira policromada, do início do século XIX. Em nichos laterais, estão imagens da Santa Ana e São Joaquim, atribuídas a Domingos Araújo, artista bracarense que viveu em meados do século XVIII. No ponto cimeiro do altar encontra-se o brasão das armas da família Cunha Sottomayor, em talha policroma, cuja leitura heráldica é a seguinte:
Escudo quartelado
- 1.º quartel – Cunha
- 2.º quartel – Silva
- 3.º quartel - Faria
- 4.º quartel - Sottomayor
- Timbre dos Cunhas